# Papiro 112

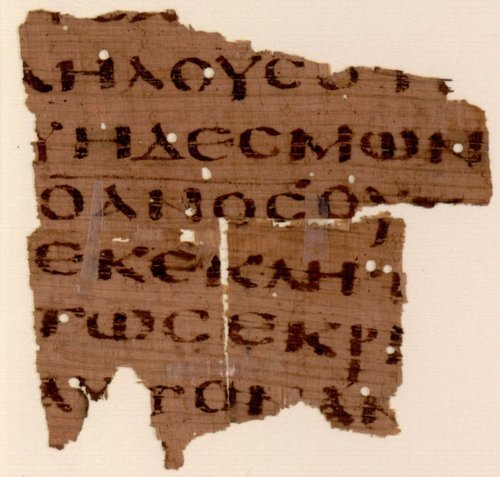
Papiro 112.

El Papiro 112 (en la numeración Gregory-Aland) designado como {\displaystyle {\mathfrak {P}}}112, es una copia antigua de una parte del Nuevo Testamento en griego. Es un manuscrito en papiro del libro Hechos de los Apóstoles y contiene la parte de Hechos 26:31-32 y 27:6-7. Ha sido asignado paleográficamente al siglo V.
El texto griego de este códice es un representante del Tipo textual alejandrino, también conocido neutral o egipcio. Aún no ha sido relacionado con una Categoría de los manuscritos del Nuevo Testamento.
Este documento se encuentra en la biblioteca Sackler de la Universidad de Oxford (Papyrology Rooms, P. Oxy. 4496), en Oxford.

### Lectura recomendada
- T. Finney, "4496. Acts of the Apostles XXVI 31-32; XXVII 6-7" in The Oxyrhynchus Papyri vol. 66 (London: Egypt Exploration Society, 1999) 5-7.